# Пам'ятки архітектури Крижопільського району
У Крижопільському районі Вінницької області під охороною держави знаходиться  23 пам'яток архітектури і містобудування, усі - місцевого значення. 
| Пор. №        | Найменування пам'ятки                            | Датування     | Місцезнаходження     | Охорон-ний номер | Дата та № рішення взяття на облік                   |
| ------------- | ------------------------------------------------ | ------------- | -------------------- | ---------------- | --------------------------------------------------- |
| смт Крижопіль |                                                  |               |                      |                  |                                                     |
| 1             | Залізничний вокзал                               | 1908 р.       |                      | 332-М/1          | Розпорядження ОДА від 17.12.96 р. № 638             |
| 2             | Багажне відділення                               | 1908 р.       |                      | 332-М/2          | -//-                                                |
| с.Вільшанка   |                                                  |               |                      |                  |                                                     |
| 3             | Троїцька церква                                  | к.18-п.19 ст. | с.Вільшанка          | 84-М             | Рішення виконкому облради нар. деп.від 14.02.91 №43 |
| 4             | Костьол Пресвятої Діви Марії                     | 1747 р.       | вул. Комсомольська,2 | 90-М             | -//-                                                |
| 5             | Ряди торговельні (довга крамниця)                | 18 ст.        | вул.Леніна,3         | 93-М             | -//-                                                |
| 6             | Церква Благовіщення Пресвятої Діви Марії         | 17 ст.        | вул. Леніна,5        | 92-М             | -//-                                                |
| 7             | Заїжджий двір                                    | 17 ст.        | вул. Трублаїні,36    | 91-М             | -//-                                                |
| с. Горячківка |                                                  |               |                      |                  |                                                     |
| 8             | Церква Св. Іоанна Богослова                      | 19 ст.        | с. Горячківка        | 85-М             |                                                     |
| с.Джугастра   |                                                  |               |                      |                  |                                                     |
| 9             | Будинок садиби                                   | 19-п.20 ст.   | с.Джугастра          | 86-М             | -//-                                                |
| c.Жабокрич    |                                                  |               |                      |                  |                                                     |
| 10            | Михайлівська церква                              | 1862 р.       |                      | 87-М             | -//-                                                |
| 11            | Парк                                             | 19 ст.        |                      | 238-М            | Розпорядження ОДА № 78 від 19.02.96 р               |
| с. Радянське  |                                                  |               |                      |                  |                                                     |
| 12            | Церква Іоанна Богослова (дер.)                   | 1747 р.       | с. Радянське         | 88-М             | Рішення виконкому облради нар. деп.від 14.02.91 №43 |
| с. Соколівка  |                                                  |               |                      |                  |                                                     |
|               | Садиба Бжозовських                               | 19 ст.        |                      | 94-М/0           | -//-                                                |
| 13            | Палац                                            | п.п.19 ст.    |                      | 94-М/1           | -//-                                                |
| 14            | Вежа в’їзна з огорожею та господарським корпусом | д.п.19 ст.    |                      | 94-М/2           | -//-                                                |
| 15            | Флігель                                          | п.п.19 ст.    |                      | 94-М/3           | -//-                                                |
| 16            | Флігель                                          | п.п.19 ст.    |                      | 94-М/4           | -//-                                                |
| 17            | Господарський корпус                             | п.п.19 ст.    |                      | 94-М/5           | -//-                                                |
| 18            | Господарський корпус                             | п.п.19 ст.    |                      | 94-М/6           | -//-                                                |
| 19            | Огорожа кам’яна з воротами                       | п.п.19 ст.    |                      | 94-М/7           | -//-                                                |
| 20            | Ротонда (зміш.)                                  | п.п.19 ст.    |                      | 94-М/8           | -//-                                                |
| 21            | Парк                                             | п.п.19 ст.    |                      | 94-М/9           | -//-                                                |
| 22            | Церква Різдва Богородиці (дер.)                  | 1873 р.       |                      | 95               | -//-                                                |
| с.Тернівка    |                                                  |               |                      |                  |                                                     |
| 23            | Церква Хрестоздвиженська                         | 1795 р.       | с.Тернівка           | 89-М             | Рішення виконкому облради нар. деп.від 14.02.91 №43 |
|               |                                                  |               |                      |                  |                                                     |

## Джерело
- [Архівовано 19 червня 2012 у Wayback Machine.] Пам'ятки Вінницької області